# جی‌بی‌یو-۱۶ پیووی ۲
جی‌بی‌یو-۱۶ پیووی ۲ (به انگلیسی: GBU-16 Paveway II) یک بمب هدایت لیزری آمریکایی از سری پیووی است. این بمب در واقع بمب چندمنظوره ام‌کی۸۳ است، ولی دارای سیستم هدایت لیزری و بال برای هدایت به‌سوی هدف است. این بمب برای نخستین بار در سال ۱۹۷۶ به‌کار گرفته شد. این بمب به وسیلهٔ نیروی هوایی، نیروی دریایی و تفنگداران دریایی ایالات متحدهٔ آمریکا و دیگر نیروهای هوایی ناتو به‌کار گرفته می‌شود. این بمب دارای کلاهک جنگی هزار پوندی است.